# Palubní batoh

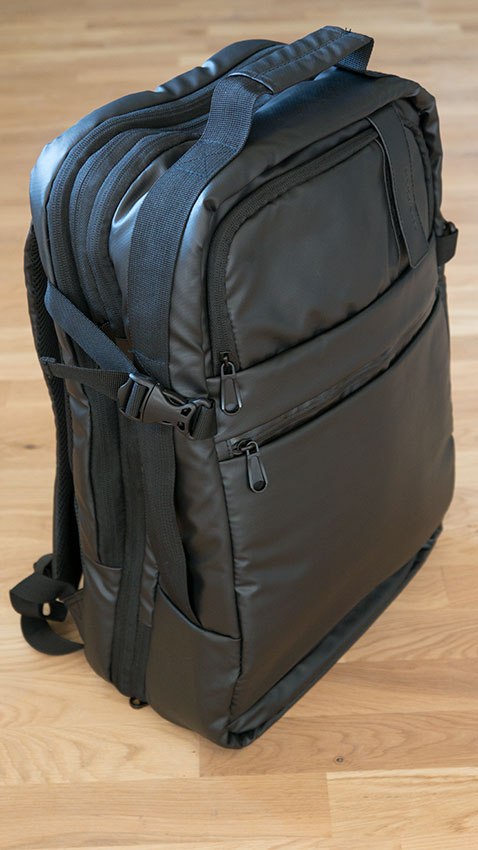
Palubní batoh je zavazadlo, které svými rozměry splňuje velikostní podmínky většiny leteckých společností

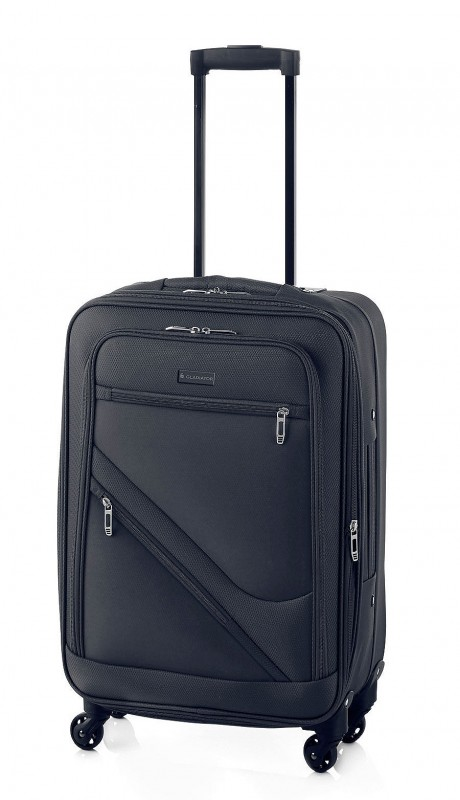
Palubní kufr je nejčastější alternativou k palubnímu batohu

Palubní batoh (batoh do letadla) je druh zavazadla nošený na zádech. Převážně se využívá jako příruční zavazadlo na palubu letadla (odtud přízvisko „palubní“). Slouží pro přepravu osobních věcí jako je: osobní hygiena, oblečení, notebook a další elektronika. Většinou má několik kapes různých velikostí. Palubní batoh je brán jako alternativou k palubnímu kufru.

## Ergonomie palubního batohu
Zpravidla splňuje velikostní normy IATA 56 × 45 × 25 cm a je tak pro mnoho leteckých společností uznaným palubním zavazadlem. Zádová část je ergonomicky tvarovaná, aby se uživatel při nošení cítil komfortně. Horní madlo je pevně ukotveno v těle batohu a slouží pro jednoduché přenášení v ruce. Palubní batoh je kompatibilní z trolejí cestovního kufru. Batoh lze navléknout na běžnou trolej klasického cestovního kufru a uživatel palubního batohu si tak může dopřát volné ruce.

## Materiál
Na výrobu palubního batohu se využívají nejrůznější materiály. Velká část palubních batohů je vyrobená z nylonu. Takový batoh má ve svých vlastnostech pevnost. Je odolný vůči povětrnostním podmínkám, prachu a nárazům. Běžně uvnitř palubního batohu bývá jemná podšívka s logem výrobce. Palubní batoh může být vyroben také z kůže. Díky specifickým vlastnostem kůže je takový batoh měkký a přesto robustní. Drží tvar a zároveň je velmi pružný. Vysoce odolný proti běžnému používání. Další z typických vlastností je jeho aktivní prodyšnost.

### Nylon
Nylon je nejtypičtější umělé textilní vlákno z množiny polyamidů. Jeho hojné využívání pro oděvy a obuv se datuje do 40. let. Minulého století. Tenkrát sloužil především pro výrobu punčoch. Nyní se z něj vyrábí převážně sportovní a funkční oblečení a také zavazadla a cestovní doplňky. Nylon je velmi pevný a pružný. Ne vždy má ideální barevnou stálost na světle. Má také sklony ke vzniku statického náboje.

### Kůže (useň)
Kůže jako materiál na oděvy a zavazadla se využívala již od pradávna. Nejčastěji používané druhy kůže při výrobě palubních batohů jsou: kůže ze skotu, kůže z koz, kůže z vepřů atd. Telecí kůže je díky velmi jemnému zvrásnění ideální pro praktické batohy. Je o poznání měkčí než kůže hovězí a také trvanlivější něž například kůže losí. Vyhlazená telecí kůže bývá zpravidla více odolná vůči vodě. Kůže, která je na svém povrchu drsná, působí na dotek jemným dojmem a je měkká.

## Kapsy
Co se týká úložného prostoru je palubní batoh rozdělen do několika sekcí. Hlavní úložný prostor slouží na objemnější „náklad“ a také se v hlavním úložném oddílu nachází kapsa na laptop. Hlavní oddíl je uzavíratelný klasickým kovovým zipem. Přes zip je natažená gumová vrstva, která zabraňuje průniku vody dovnitř. Organizér na psací potřeby, kreditní karty a doklady je běžnou součástí hlavního úložného oddílu. Některé palubní batohy mají odnímatelnou část na laptop o velikosti až 15 palců.

## Zip
Zipy u palubního batohu bývají velmi odolné k vůli časté manipulaci se zavazadlem. U některých druhů palubních batohů slouží zip k možnosti rozšíření objemu batohu. Zip se rozepne podél celého batohu a vzniká tak více úložného prostoru uvnitř batohu. Druhy zipů u batohu se mohou lišit kvalitou a zpracováním. Mezi nejčastější typy zipů patří: Spirálový – jedná se o dvě plastové spirály zapracované do proužků látky. Kostěný – plastové zuby jsou připevněny k proužkům látky. Mosazný – úzké kovové zuby jsou připevněny k proužkům látky.

## Další druhy palubních zavazadel

### Palubní kufr
Kufr využívaný převážně pro osobních věcí, který svými rozměry splňuje požadavky konkrétní letecké společnosti.

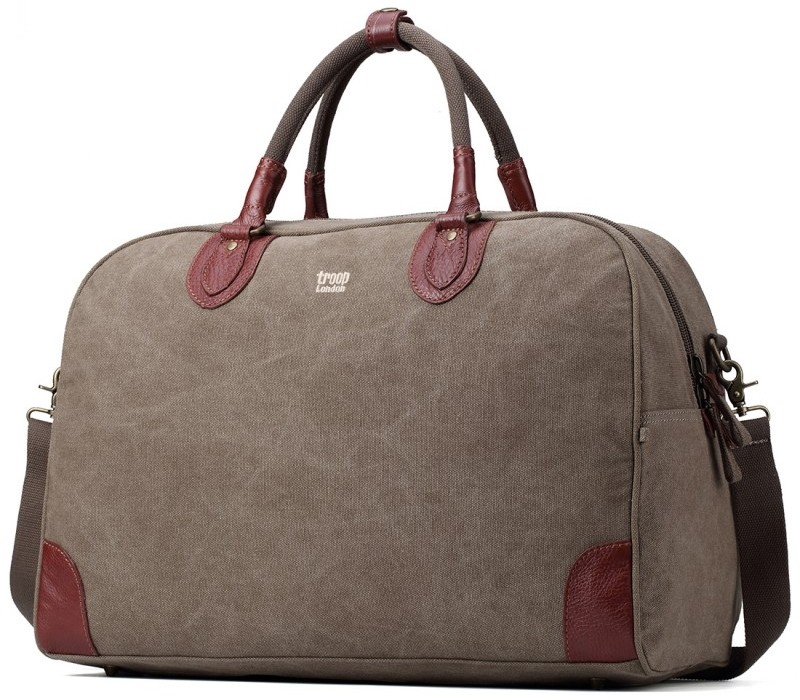
Palubní taška je další druh palubních zavazadel. Slouží k pohodlné přepravě osobních věcí na palubě letadla

### Palubní taška
Taška menších rozměrů sloužící na přepravu osobních věcí, vyhovující rozměrům palubního zavazadla.